# Ермачков, Николай Фёдорович
Николай Фёдорович Ермачков (20 октября 1923, Переслегино, Ярославская губерния — 1988) — советский футболист, нападающий.
Николай Фёдорович Ермачков родился 20 октября 1923 года в Переслегино (ныне — Некоузский район, Ярославская область).
Участник Великой Отечественной войны, старший сержант; демобилизован 4 мая 1947 года.
В 1949 году был в составе ленинградского «Судостроителя» во II группе, в 1950—1951 — в составе «Зенита». Единственный матч за команду провёл 1 сентября 1950 — в гостях против рижской «Даугавы».
Скончался в 1988 году. Похоронен на Серафимовском кладбище.

## Награды
- Орден Красной Звезды (17.4.1945)[2][4]
- Орден Отечественной войны II степени (6.4.1985)[5]
- Медали, в том числе:
  - «За победу над Германией»[6]
  - «За взятие Будапешта»[7]

## Комментарии
1. ↑  Местом рождения указываются также:
1) дер. Кашино[1][2], находящаяся в 1 км от Переслегино;
2) Рыбинск[источник не указан 493 дня].